# Garretson (Dakota du Sud)
Pour les articles homonymes, voir Garretson.
La ville américaine de Garretson est située dans le comté de Minnehaha, dans l'État du Dakota du Sud. Elle comptait 1 166 habitants lors du recensement de 2010. La municipalité s'étend sur 1,49 milles carrés (3,86 km2).
Sa population est estimée à 1 201 habitants en 2015.
La ville devient une municipalité en 1891. Son nom provient d'un banquier de Sioux City nommé A. S. Garretson.

## Démographie
| 1890 | 1900 | 1910 | 1920 | 1930 | 1940 |
| ---- | ---- | ---- | ---- | ---- | ---- |
| 341  | 500  | 668  | 715  | 655  | 666  |

| 1950 | 1960 | 1970 | 1980 | 1990 | 2000  |
| ---- | ---- | ---- | ---- | ---- | ----- |
| 745  | 850  | 847  | 963  | 924  | 1 165 |

| 2010  | - | - | - | - | - |
| ----- | - | - | - | - | - |
| 1 166 | - | - | - | - | - |

## Source
- (en) Cet article est partiellement ou en totalité issu de l’article de Wikipédia en anglais intitulé « Garretson, South Dakota » (voir la liste des auteurs).